# Rue Grande-Biesse
La rue Grande-Biesse est une voie publique de Nantes, en France.

## Situation et accès
Située dans le quartier de l'île de Nantes, cette artère rectiligne bitumée et ouverte à circulation routière, relie le quai Hoche au boulevard Gustave-Roch. Elle rencontre la rue Michel-Rocher, et est traversée par le boulevard Babin-Chevaye à la moitié de tracé.

## Origine du nom
La rue traverse l'ancienne île de Grande Biesse, qui lui a donné son nom.

## Historique
La jonction entre les deux rives de la Loire entre Nantes et Rezé est réalisée vers le IXe ou Xe siècle. Il s'agit d'une chaussée de terre battue jalonnée de passerelles de bois sur pilotis. Ces passerelles sont souvent détruites lors des crues de la Loire, mais la voie est un axe important entre la Bretagne et le Poitou.
Le roi Charles IX ordonne, vers 1565, la construction d'une ligne de ponts de pierre pour sécuriser cette voie importante. L'ensemble mesure 2 km de long. Cette voie se retrouve, sur l'île de Nantes, dans le tracé des rues actuelles : rue Grande-Biesse, rue Petite-Biesse, rue de Vertais, qui relie le pont de la Madeleine, au nord, au pont de Pirmil, au sud.
Cette longue route, intitulée sur certaines anciennes cartes « route de Nantes à Bordeaux », est donc une chaussée qui franchit les boires via des ponts. L'accès à la rue de Grande-Biesse se faisait au nord par le pont de la Madeleine, franchissant la bras de la Madeleine, et au sud permettait d'accéder à l'île de Petite Biesse par le pont de Toussaint franchissant la boire de Toussaint. L'artère fut élargie en 1850.
Jusqu'au XVIIe siècle, il existait, sur les bords de la boire de Toussaints, l'« aumônerie de Toussaints » fondée en 1362 par Charles de Blois et destinée à soigner les lépreux ou héberger les voyageurs pauvres de passage. L'aumônerie qui dépendait alors de la paroisse de l'église Sainte-Croix, occupait un terrain situé sur le côté est de la rue Grande-Biesse (plaque commémorative au no 43, 47° 12′ 19″ N, 1° 32′ 55″ O). Elle fut vendue en 1790, avant d'être désaffectée, puis démolie en 1846.

## Bâtiments remarquables et lieux de mémoire

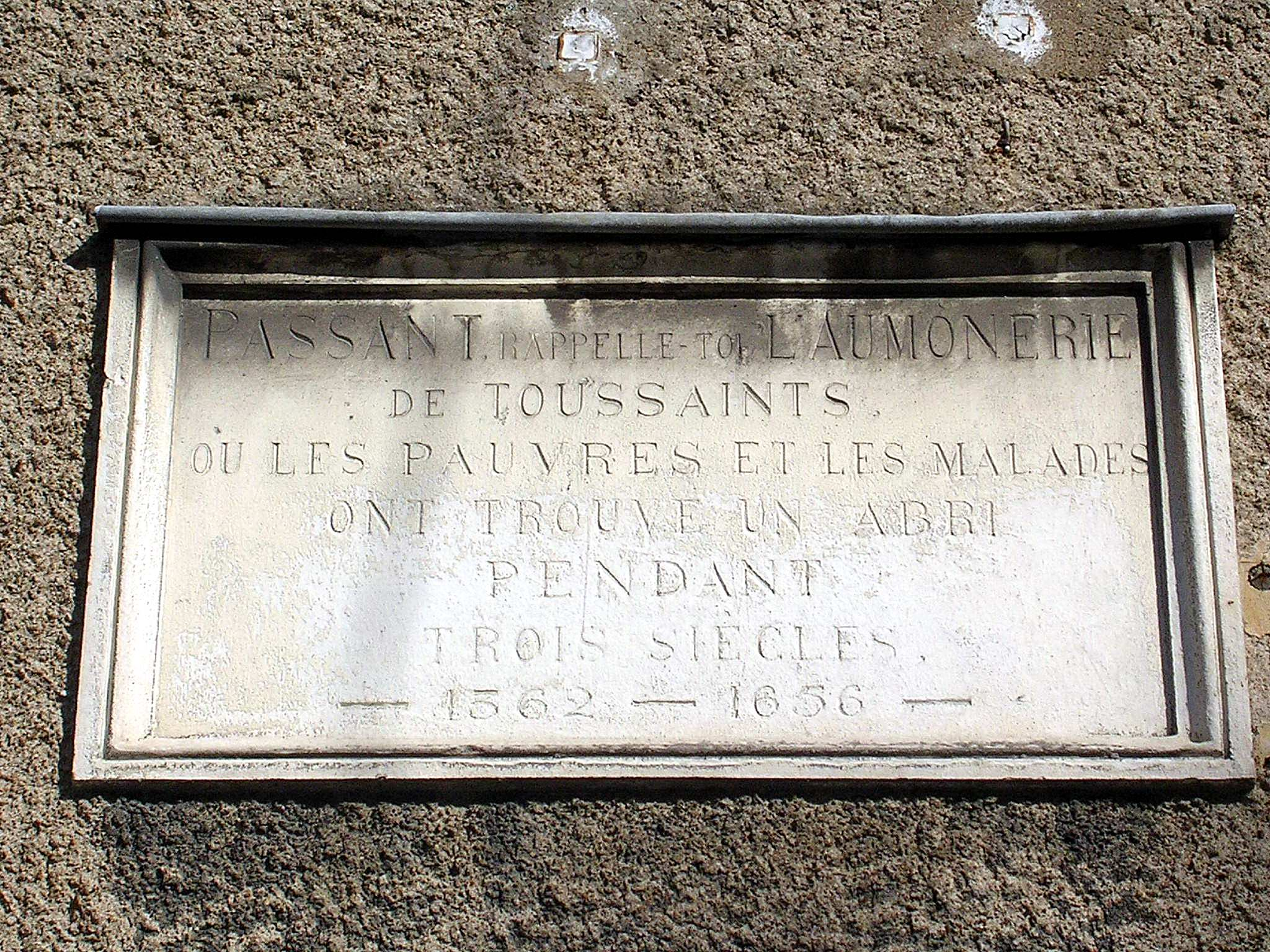
Plaque commémorative indiquant l'emplacement de l'ancienne aumônerie de Toussaints, de 1362 à 1656